# Triaenodes taenius
Triaenodes taenius là một loài Trichoptera trong họ Leptoceridae. Chúng phân bố ở miền Tân bắc.